# Пам'ятник жертвам єврейського гетто (Кишинів)
Пам'ятник жертвам єврейського гетто — меморіальна споруда в місті Кишинів на згадку про євреїв, убитих німецько-румунськими окупантами в роки Німецько-радянської війни в рамках політики переслідування та знищення євреїв.
Встановлено 1992 року, на місці, де розташовувалися ворота міського гетто (Єрусалимська вулиця, між вулицею О. Пушкіна та бульваром Григорі Вієру). Вулицю перейменовано на Єрусалимську на честь 3000-річчя міста, через 6 років після встановлення пам'ятника.
Зображує скорботну фігуру рабина зі стелою позаду. Написи румунською, російською та на їдиші: «Мученики та жертви кишинівського гетто! Ми, живі, пам'ятаємо вас». У стелі зяє діра у формі зірки Давида.
Пам'ятник жертвам гетто встановлено за ініціативою та коштом Асоціації колишніх в'язнів гетто та нацистських концтаборів. Скульптор Наум Епельбаум та заслужений архітектор Молдови Семен Шойхет.